# Жеббель, Виллем
Виллем Давнис Луис Дидье Жеббель (фр. Willem Davnis Louis Didier Geubbels; родился 16 августа 2001, Вийёрбан) — французский футболист, нападающий клуба «Париж».

## Футбольная карьера
Виллем является воспитанником футбольной академии клуба «Олимпик Лион». 23 сентября 2017 года он дебютировал в основном составе в матче Лиги 1 против «Дижона», заменив Люка Тузара. Он стал первым футболистом чемпионата Франции, родившимся в XXI веке.
19 июня 2018 года Жеббель подписал 3-летний контракт с «Монако».
31 августа 2021 года, «Нант» объявил об аренде нападающего на один сезон.
В январе 2023 года перешёл в швейцарский клуб «Санкт-Галлен».

## Личная жизнь
Виллем Жеббель родился во Франции, его отец родом из Нидерландов, а мать — из Центральноафриканской Республики.

## Статистика выступлений
| Клуб             | Сезон            | Лига             | Лига | Лига | Кубок страны | Кубок страны | Кубок лиги | Кубок лиги | Еврокубки | Еврокубки | Прочие | Прочие | Итого | Итого |
| Клуб             | Сезон            | Дивизион         | Игры | Голы | Игры         | Голы         | Игры       | Голы       | Игры      | Голы      | Игры   | Голы   | Игры  | Голы  |
| ---------------- | ---------------- | ---------------- | ---- | ---- | ------------ | ------------ | ---------- | ---------- | --------- | --------- | ------ | ------ | ----- | ----- |
| Олимпик Лион     | 2017/18          | Лига 1           | 1    | 0    | 0            | 0            | 0          | 0          | 1         | 0         | —      | —      | 1     | 0     |
| Монако           | 2020/21          | Лига 1           | 14   | 1    | 1            | 0            | 0          | 0          | 0         | 0         | 0      | 0      | 14    | 1     |
| Нант             | 2021/22          | Лига 1           | 7    | 0    | 0            | 0            | 0          | 0          | 0         | 0         | 0      | 0      | 7     | 0     |
| Итого за карьеру | Итого за карьеру | Итого за карьеру | 22   | 1    | 1            | 0            | 0          | 0          | 1         | 0         | 0      | 0      | 1     | 0     |